# آنا ميرينو
آنا ميرينو (بالإسبانية: Ana Merino)‏ (1971، مدريد في إسبانيا)؛ مؤلِّفة، كاتِبة مسرحية وشاعرة إسبانية.